# Minh Tân Thư Viện
Minh Tân Thư Viện (tiếng Trung: 明新書院; bính âm: Míngxīn Shūyuàn) là một học viện cũ trước đây ở Tập Tập, Nam Đầu, Đài Loan.

## Lịch sử
Học viện được xây dựng vào năm 1885 trong thời Đài Loan dưới sự cai trị của nhà Thanh. Vào năm 1985, học viện được công nhận là di tích lịch sử cấp 3.

## Vận chuyển
Từ phía Đông Ga Tập Tập của Đường sắt Đài Loan.